# Шёнгерр, Карл (писатель)
Карл Шёнгерр (нем. Karl Schönherr; 24 февраля 1867, Аксамс, Тироль Австрийская империя — 15 марта 1943, Вена) — австрийский прозаик, драматург, врач.

## Биография

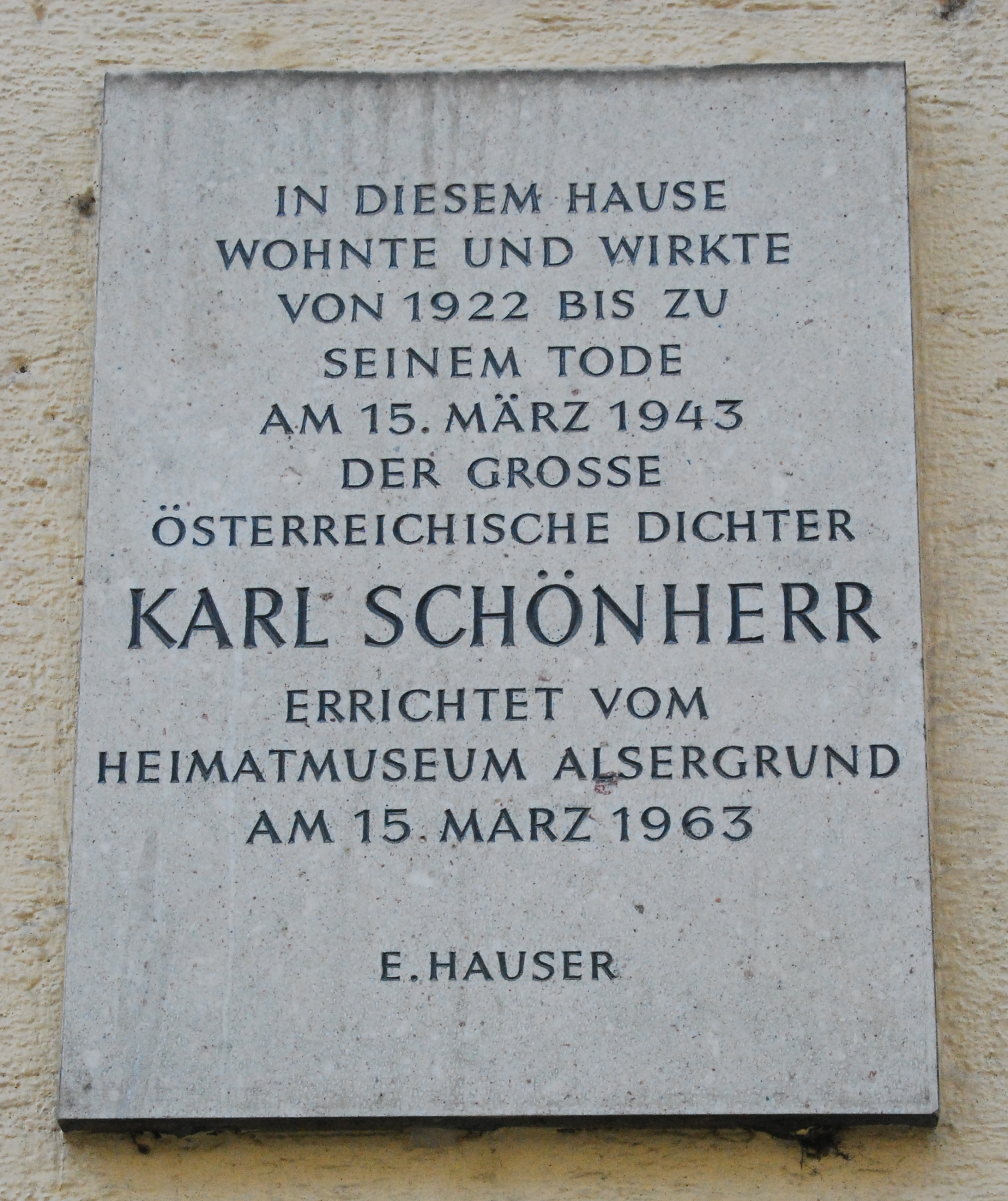
Мемориальная доска в Аксамсе

Родился недалеко от Инсбрука. Изучал философию в университете Инсбрука, затем — медицину в Вене. Доктор медицины. Работал врачом с 1896 года в больнице Санкт-Пёльтена, Позже открыл собственное лечебное учреждение в Вене.
Одновременно с медицинской практикой, занимался литературным творчеством. Поддержал аншлюс Австрии гитлеровской Германией.
Похоронен на Центральном кладбище Вены.

## Творчество
В конце XIX века дебютировал со стихами и рассказами. Успешная премьера его пьесы «Тирольский Иуда» (Der Judas von Tirol) состоялась в одном из театров Вены в 1897 году, после которой К. Шёнгерр полностью занялся творческой работой. В 1900 году его пьеса «Die Bildschnitzer» была поставлена на сцене венского Фолькстеатра. В январе 1911 трагедия «Вера и родина» была поставлена на сцене Немецкого театра в Праге.
Вскоре автор завоевал благосклонность публики и критиков.
Писал в натуралистической манере; некоторые его произведения сочетают в себе мрачный реализм с сентиментальностью и мелодрамой. Частые темы — тяжёлые условия жизни и недостатки окружающих его людей, особенно во время Первой мировой войны, любовь крестьян к земле, семейные трагедии, моральные дилеммы, протесты против церкви.
Книги и пьесы автора много раз экранизировались. Переведены на французский, итальянский, английский и чешский языки.

## Избранные произведения
- Der Judas von Tirol («Иуда из Тироля», 1897) Экранизирован в 1933 году
- Der Bildschnitzer: Eine Tragödie braver Leute (Трагедия, 1900)
- Die Altweibermühle: Ein deutsches Fastnachtspiel (1902)
- Der Sonnwendtag
- Karrnerleut (1904)
- Familie («Семья», 1905)
- Erde («Земля», 1908), экранизирован в 1947 г.
- Der Weibsteufel («Дьяволица», 1914), экранизация в 1924, 1951, 1966 гг.
- Frau Suitner (1922)
- Es («Это», 1923)
- Die Hungerblockade (1925)
- Volk in Not («Люди, терпящие бедствие», 1926)
- Glaube und Heimat («Вера и дом», 1926)
- Der Armendoktor (1927)
- Herr Doktor, haben Sie zu essen? (1930)
- Die Fahne weht (1937)

## Награды
- Рыцарский крест ордена Франца-Иосифа (1908),
- Премия имени Бауэрнфельда (1908),
- Премия немецкого государства им. Шиллера (1908),
- Премия Грильпарцера (1911, 1917 и 1920)

## Память
В 1967 году почта Австрии выпустила марку, посвящённую 100-летию со дня рождения Карла Шёнерра